# Liberto Beltrán
Liberto Luis Beltrán Martínez (Castellón de la Plana, 26 de diciembre de 1996) es un futbolista profesional español que juega como centrocampista en la S. D. Huesca de la Segunda División de España. 

## Trayectoria
El jugador se formó en la cantera del C. D. Castellón, en 2014, aterrizó en la cantera del Elche para jugar en su juvenil de División de Honor. Más tarde, tuvo la oportunidad de jugar con regularidad en Segunda B con el Elche Ilicitano. La siguiente temporada ha disfrutado de minutos tanto en Liga como en Copa con el primer equipo, además de jugar en el filial del Elche, en el grupo VI de Tercera División.
Al comienzo de la temporada 2015-16, se convirtió en una de las más firmes promesas del club ilicitano y debutando en el primer equipo de la mano del técnico Rubén Baraja. Liberto disputó su primer partido oficial con el Elche en la Copa del Rey ante el Almería, anotando uno de los goles del equipo (3-3) y, posteriormente, también participó en la segunda parte del encuentro del campeonato de Liga ante el Llagostera (4-1).
En el mercado de invierno, fue cedido al C. D. Alcoyano, tras renovar con el club ilicitano hasta 2020.
En agosto de 2020 se comprometió con el Albacete Balompié por tres temporadas para jugar en la Segunda División. El 22 de enero de 2021 fue cedido al UCAM Murcia Club de Fútbol, entonces en la Segunda División B, continuando en el club en la temporada 2021-22 tras ser adquirido en propiedad. En esta jugó 34 partidos y en julio de 2022 se marchó a la A. D. Ceuta F. C.
El 12 de enero de 2023 rescindió su contrato con el club ceutí y regresó al C. D. Alcoyano. Allí estuvo hasta junio y, desde entonces, permaneció sin equipo hasta que el siguiente mes de enero se unió a la S. D. Tarazona con el objetivo de conseguir la permanencia en Primera Federación, algo que lograron en la penúltima jornada. Al finalizar la temporada se marchó y fichó por la A. D. Mérida.
Tras jugar 35 partidos con la A. D. Mérida en la temporada 2024-25, el 3 de julio de 2025 fichó por la S. D. Huesca para las siguientes dos campañas.

## Clubes
| Club                         | País   | Año       | Partidos | Goles |
| ---------------------------- | ------ | --------- | -------- | ----- |
| C. D. Castellón              | España | 2014-2015 | -        | -     |
| Elche Ilicitano C. F.        | España | 2015-2016 | 17       | 4     |
| C. D. Alcoyano               | España | 2016      | 17       | 5     |
| Elche C. F.                  | España | 2016-2017 | 24       | 1     |
| Betis Deportivo Balompié     | España | 2017-2018 | 19       | 2     |
| Cultural y Deportiva Leonesa | España | 2018-2019 | 18       | 1     |
| Club Lleida Esportiu         | España | 2019-2020 | 23       | 2     |
| Albacete Balompié            | España | 2020-2021 | 9        | 1     |
| UCAM Murcia C. F. (cedido)   | España | 2021      | 16       | 2     |
| UCAM Murcia C. F.            | España | 2021-2022 | 34       | 1     |
| A. D. Ceuta F. C.            | España | 2022-2023 | 20       | 1     |
| C. D. Alcoyano               | España | 2023      | 17       | 2     |
| S. D. Tarazona               | España | 2024      | 19       | 3     |
| A. D. Mérida                 | España | 2024-2025 | 35       | 13    |
| S. D. Huesca                 | España | 2025-     |          |       |